# Vošce
Vošce – wieś w Słowenii, w gminie Lukovica. W 2018 roku liczyła 48 mieszkańców.